# The Church on Ruby Road
"The Church on Ruby Road" (디플 부제: 루비 로드의 교회)는 영국의 SF 드라마 《닥터 후》의 2024년 시즌 1에 앞서 방영된 크리스마스 스페셜이다. 영국에서는 2023년 12월 25일에 BBC One과 BBC iPlayer에서, 해외에서는 동시각 (한국 기준 12월 26일)에 디즈니 플러스를 통해 공개되었다. 각본은 러셀 T 데이비스, 감독은 마크 톤더레이가 맡았다.
15대 닥터 역의 슈티 개트와가 지난 60주년 스페셜에서 첫 등장한 이래 본격적으로 활약하는 첫번째 정규 에피소드이다. 또한 닥터의 새 동행자로 루비 선데이 역에 밀리 깁슨이 처음 출연하였다. 이밖에 영국의 TV 프로그램 진행자로 유명한 다비나 매콜이 본인 역으로 출연하였다.
이번 에피소드의 줄거리는 갓난아기일 때 루비 로드의 한 교회에 버려졌던 입양아 출신 루비 선데이가 성인이 되어 닥터와 처음 만나는 이야기를 다루고 있다. 전문 위탁가정을 꾸리고 있는 어머니를 따라 '룰루벨'이란 아기를 맡게 된 루비는, 우연과 행운을 통해 사고를 일으키는 시간여행 고블린이 아기를 납치해 가면서 무모해 보이는 구출 작전에 나선다.

## 줄거리
2004년 크리스마스 이브. 루비 로드의 교회 앞에 두건을 쓴 누군가가 갓난아기를 두고 간다. 그 아기는 태어난 거리 이름을 따라 '루비 선데이'라는 이름을 얻는다. 교회 신부님에게 거둬진 루비는 '카를라'라는 여인의 전문 위탁가정에 맡겨졌다가 정식으로 입양되었고, 업둥일지언정 사랑하는 엄마와 할머니와 함께 살아가게 되었다.
그로부터 19년 뒤 2023년, 루비 선데이는 어엿한 성인이 되어 클럽의 키보드 담당 일을 하고 있었다. 루비는 다비나 매콜이 진행하는 유전자 분석을 통한 친부모 찾기 프로그램에 참가해 봤지만, 이후 돌아온 답은 부모에 관한 기록이 아무것도 없다는 안타까운 소식뿐이었다. 그런데 다비나는 한편으로 루비와 만난 날로부터 불운한 사고가 계속 벌어지지 않느냐고 묻는다. 첫 만남 당시에도 촬영장의 조명이 쓰러져 다칠 뻔하고, 루비가 타는 차량 위로 커다란 눈사람 장식이 추락하는가 하면, 다비나 본인도 무스에게 들이받혀 병원 신세를 지고 있다가 크리스마스 트리에 깔려 죽을 위기에 처한다. 두 사람이 겪고 있는 불운의 배후에는 조그만 존재들의 장난이 있었다.
크리스마스 이브 날, 카를라는 '룰루벨'이라는 아기를 위탁받고, 루비에게 아기를 잘 지켜 달라며 장을 보러 나간다. 그러나 루비가 다른 방에 갔다온 사이 아기는 온데간데 없고 아기 사진용으로 남겨둔 폴라로이드 카메라 근처에는 왠 고블린 한 마리가 찍힌 사진이 있었다. 루비는 천장 지붕 위로 올라가 룰루벨을 데려가던 고블린들을 발견하고 그들을 쫓아 사다리 위에 올라탄다. 그 사다리는 상공을 떠다니는 거대 나무함선에 달린 것이었고, 루비는 공중에 매달린 상태가 된다. 그 모습을 보고 경악한 15대 닥터도 사다리로 점프해 매달리고, 루비에게 체중을 감당해 주는 특수 장갑을 건넨다. 아기를 되찾기 위해 배 위로 올라간 닥터와 루비는 고블린들이 축제를 벌이며 '고블린 왕'에게 아기를 바치고 있는 것을 깨닫는다. 닥터는 함선을 지탱하는 중앙매듭을 끊고 무대에 뛰어들어 아기를 구출해 낸다.
룰루벨을 안전하게 집으로 데려오고서 카를라의 사연을 듣던 닥터는 갑자기 루비네 집 천장이 갈라지고 창문이 깨지는 현상을 목도한다. 이어 폴라로이드 사진 속의 고블린도 사라져 있었고, 카를라가 루비가 원래부터 없었던 아이인 것처럼 행동하는 동시에, 그동안 맡아 왔던 수많은 아이들마저 기억하지 못하는 모습을 보인다. 이에 닥터는 고블린들이 2004년으로 시간을 이동해 루비를 납치해 가서 시간선이 뒤틀렸다는 사실을 깨닫는다.
타디스를 타고 2004년으로 향한 닥터는 다시 한번 고블린 함선의 사다리에 매달리고, 망가진 특수장갑을 역활용하여 어마무시한 체중을 싣는다. 고블린 함선이 추락함과 동시에 교회의 첨탑이 고블린 왕에게 내리꽂히고, 고블린과 함선은 자취를 감추어 버린다. 닥터는 갓난아기 상태의 루비를 원래 자리로 내려놓고, 루비를 남겨두고 간 누군가를 바라보며 다시 2023년으로 넘어간다. 루비가 원래대로 되돌아왔음을 확인한 닥터는, 앞서 트리가 쓰러지면서 죽을 위기에 처한 다비나 앞에 나타나 목숨을 구한다. 한편 루비는 닥터가 시간여행자임을 깨닫고 타디스로 달려갔다가 밖보다 안이 큰 모습에 놀란다. 닥터가 루비에게 자신의 이름을 소개한다.
이후 쿠키 영상으로 사라지는 타디스를 본 루비의 이웃집 할머니, 플러드 씨 (Mrs. Flood)가 시청자에게 '타디스 처음 보냐'는 말을 건네는 장면이 있다.